# Sinaai (stacja kolejowa)
Sinaai (niderl. Station Sinaai) – stacja kolejowa w Sinaai (dzielnica Sint-Niklaas), w prowincji Flandria Wschodnia, w Belgii. Znajduje się na linii 59 Antwerpia - Gandawa. 

## Linie kolejowe
- 59 Antwerpia - Gandawa

## Połączenia
Weekendowe
| Typ pociągu | Trasa                                                                  | Uwagi                       |
| ----------- | ---------------------------------------------------------------------- | --------------------------- |
| IC          | Kortrijk – Moeskroen – Doornik – Brussel-Zuid – Belsele – Sint-Niklaas | Kursuje tylko w dni robocze |
| L 2650      | Dendermonde – Lokeren – Belsele – Antwerpen-Centraal                   | Kursuje tylko w dni robocze |